# 王谔

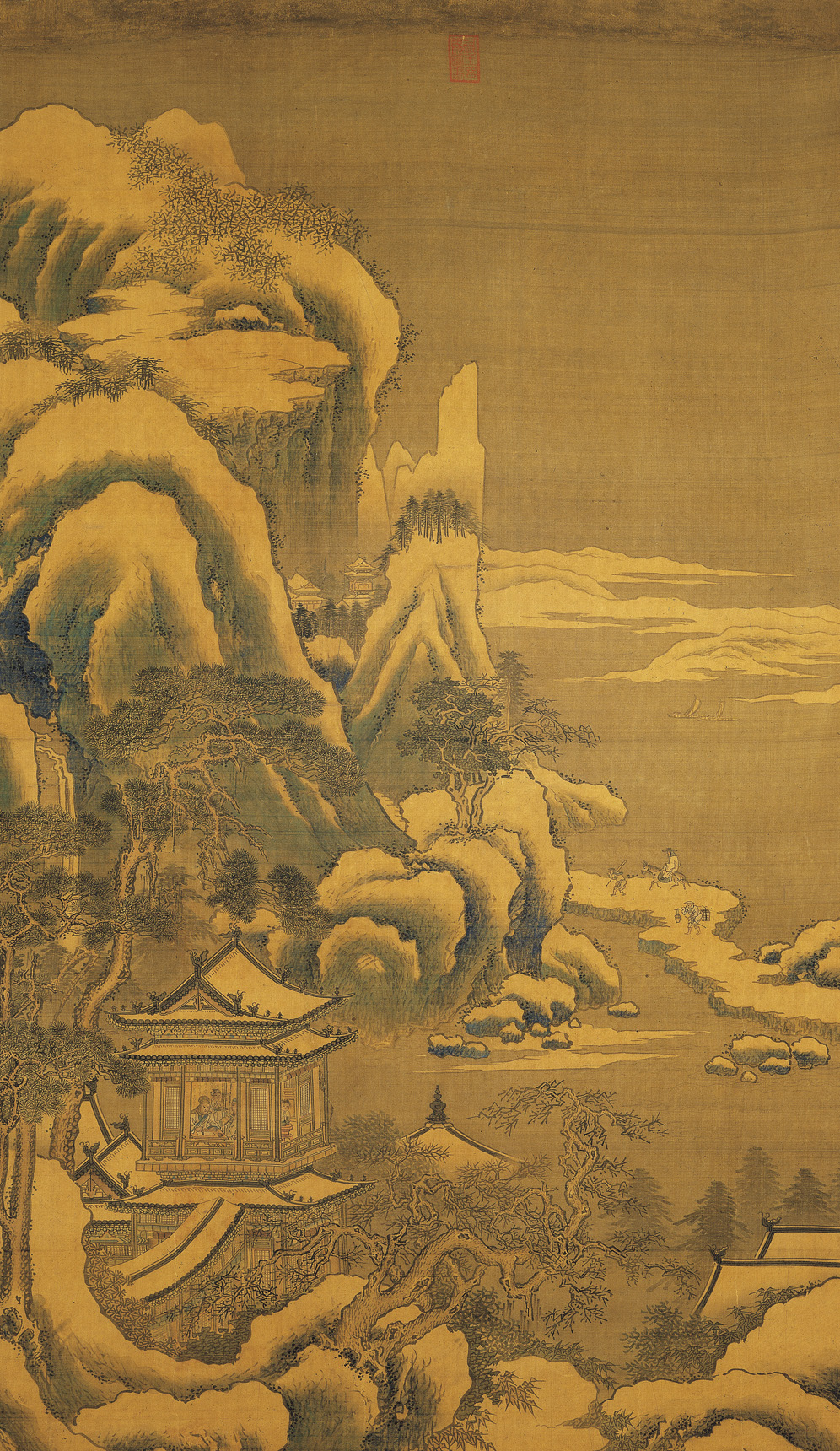
瑞雪凝冬圖，藏於台灣台北國立故宮博物院

王谔（？—？），字廷直，奉化（今浙江省宁波市奉化区）人，明朝画家，王谔是明代院体画派（宫廷派）大师，尤擅长山水、人物、界画。

## 生平
生卒年不详或存争议。王谔在绘画上极力师法宋元，笔力雄健，闻名东南，并于弘治年间（1488年-1505年）以绘事供职于京城仁智殿。王谔以画技飞黄腾达，明武宗时（1506年-1521年）被封为锦衣千户，并被钦赐图书花带，白金文镪。后托病辞职回家，晚年居于乡里家中，画技更为如火纯青。

## 评价
明孝宗（朱祐樘）称：“王谔今之马远也”。

## 学生
- 宋惧
- 卢镇

## 代表作品
- 《瑞雪凝冬圖》，藏於台灣台北國立故宮博物院
- 《溪橋訪友》軸，藏於台灣台北國立故宮博物院
- 《江閣遠眺圖》，藏於中國北京故宮博物院
- 《踏雪尋梅圖》，藏於中國北京故宮博物院
- 《月下吹蕭圖》，藏於中國濟南市博物館
- 《寒山圖》，藏於中國山東省博物館
- 《松溪高士圖》